# Salangana melanezyjska
Salangana melanezyjska (Aerodramus orientalis) – gatunek małego ptaka z rodziny jerzykowatych (Apodidae). Znany jest z trzech okazów pochodzących z trzech różnych wysp: Guadalcanal (Wyspy Salomona), Nowej Irlandii (Archipelag Bismarcka) i Wyspy Bougainville’a (administracyjnie część Papui-Nowej Gwinei). Ma status gatunku niedostatecznie rozpoznanego (DD, Data Deficient), być może opisane okazy muzealne są w istocie salanganami jednobarwnymi (A. vanikorensis).

## Taksonomia
Po raz pierwszy gatunek opisał Ernst Mayr w 1935. Holotyp został odłowiony na wyspie Guadalcanal (Wyspy Salomona) 28 maja 1927 przez R.H. Becka, trafił do Amerykańskiego Muzeum Historii Naturalnej. Autor nadał nowemu taksonowi nazwę Collocalia lowi orientalis, tym samym uznając go za podgatunek salangany czarnogniazdowej (Aerodramus maximus; współcześnie podgatunek A. m. lowi nie ma statusu odrębnego gatunku). Obecnie (2020) Międzynarodowy Komitet Ornitologiczny umieszcza salanganę melanezyjską w rodzaju Aerodramus. Wyróżnia dwa podgatunki, podobnie jak autorzy HBW. Gatunek jest znany tylko z trzech okazów, a wszystkie obserwacje są niepewne. Według Tarburtona (2018) okazy przypisane do salangany melanezyjskiej należałoby raczej sklasyfikować jako salangany jednobarwne (A. vanikorensis) – zarówno cechy upierzenia, jak i rozmiary ciała pokrywają się z tymi spotykanymi u salangan jednobarwnych. Przynajmniej do 2018 nie było badań genetycznych mogących pomóc w klasyfikacji salangany melanezyjskiej.

## Podgatunki i zasięg występowania
Dwa spośród trzech znanych okazów reprezentują odrębne podgatunki, a klasyfikacja trzeciego jest nieznana. 
- A. o. leletensis (Salomonsen, 1962) – środkowa Nowa Irlandia (Archipelag Bismarcka)[7][6], okaz pozyskany w 1962[11] (informacja podana na stronie BirdLife International, jakoby było to w 1963[8], jest błędna)
- A. o. orientalis (Mayr, 1935) – okaz pozyskano na Guadalcanal w południowo-wschodnich Wyspach Salomona[7][8] w 1927[5]
- trzeci znany okaz pochodzi z Wyspy Bougainville’a (odłowiony w 1979)[8], a jego przynależność systematyczna jest nieokreślona[10][9]. Choć został przypisany do salangany melanezyjskiej, niektórymi szczegółami upierzenia zdaje się różnić od przedstawicieli tego gatunku i wymaga dalszych badań[7].

## Morfologia
Długość ciała wynosi około 13–14 cm. U A. o. orientalis długość skrzydła wynosi prawdopodobnie ponad 132 mm (ptak był w trakcie pierzenia), u A. o. leletensis – 134 mm (w znoszonym upierzeniu), u okazu nieokreślonego podgatunku – 130 mm. Salangany melanezyjskie są stosunkowo duże z dość krótkim ogonem, płytko wciętym. Wierzch ciała czarny. Obrzeża piór na kantarku i nad okiem są jasne. Na kuprze obecna szeroka jasnoszara plama. Przedstawiciela A. o. leletensis ma wyróżniać bardzo ciemny wierzch ciała z niebieskim połyskiem oraz niewielka plama na kuprze, co kontrastuje z mniej połyskliwym wierzchem ciała i szerszą plamą na kuprze u ptaka podgatunku nominatywnego. Nie są to jednak cechy diagnostyczne. Badacze zdawali się pomijać fakt, że u salangan jednobarwnych z różnych siedlisk zdarzają się osobniki z jasnym kuprem i gardłem, nagim lub nie skokiem (ten ma być nieupierzony u jednego z podgatunków) oraz różnym połyskiem. Według Tarburtona (2018) opisane elementy morfologii salangan melanezyjskich nie mogą być cechami diagnostycznymi.

## Status, ekologia
IUCN nadaje salanganie melanezyjskiej status gatunku niedostatecznie rozpoznanego (DD, Data Deficient) nieprzerwanie od 1994 roku (stan w 2020). Według BirdLife International zarówno liczebność populacji, jak i jej trend są nieznane, nawet szacunkowo. Trzy znane okazy odłowiono na wysokości 900–1200 m n.p.m. Ekologia i zachowanie gatunku są właściwie nieznane. Jeśli zgodnie z przypuszczeniami BirdLife International salangany melanezyjskie zamieszkują tereny górskie, to prawdopodobnie nie ma wielu zagrożeń dla gatunku.